# Kościół Niepokalanego Serca Najświętszej Maryi Panny w Pyrzanach
Kościół pw. Niepokalanego Serca Najświętszej Maryi Panny w Pyrzanach – katolicki kościół parafialny, znajdujący się w Pyrzanach, gmina Witnica.

## Historia do 1945 (stare kościoły)
Pierwsze wzmianki o możliwości istnienia świątyni we wsi pochodzą z 1718. Po jego pożarze (1769), zbudowano w 1778 nowy kościół w zmienionej lokalizacji (centrum wsi). Był to obiekt filialny, podporządkowany parafii w Tarnowie, gdzie rodzina Zimmermannów zbudowała świątynię parafialną dla robotników swojej huty. Oba kościoły pyrzańskie (stary i nowy) miały konstrukcję ryglową. Kilka lat od budowy we wsi ulokowano parafię. W 1840 kolejny pożar strawił świątynię. Wkrótce została ona odbudowana i istniała do roku 1900, kiedy to została rozebrana, a staraniem pastora Paula Rohrlacha wzniesiono kolejną - ceglaną. Podczas działań wojennych w 1945 kościół uległ uszkodzeniu. Rozebrano też jego wieżę, która utrudniała lądowanie samolotów na pobliskim lotnisku polowym.

## Historia po 1945 (nowy kościół)
Po wojnie wieś zasiedlili przede wszystkim przesiedleńcy ze wsi Kozaki (okolice Lwowa), którzy tworzyli zwartą społeczność, a ich przywódcą był ksiądz Michał Krall, który starał się o przejęcie dawnego zboru, na co nie wyrażały zgody władze komunistyczne. Zezwolono na adaptację do celów religijnych dawnej gospody, stojącej w północnej części wsi. Przebudowano ją, nakryto blaszanym dachem i postawiono ołtarz w kształcie groty z figurą Matki Boskiej. Za wyposażenie służą do dziś sprzęty kościelne przywiezione z Kozaków oraz podarowane przez amerykańską Ligę Katolicką. Nowy kościół poświęcono 27 sierpnia 1945. Ruiny starej świątyni z czasem rozebrano - do dziś w centrum wsi stoją jej fundamenty wraz z obeliskiem ku czci ks. Kralla.

## Galeria

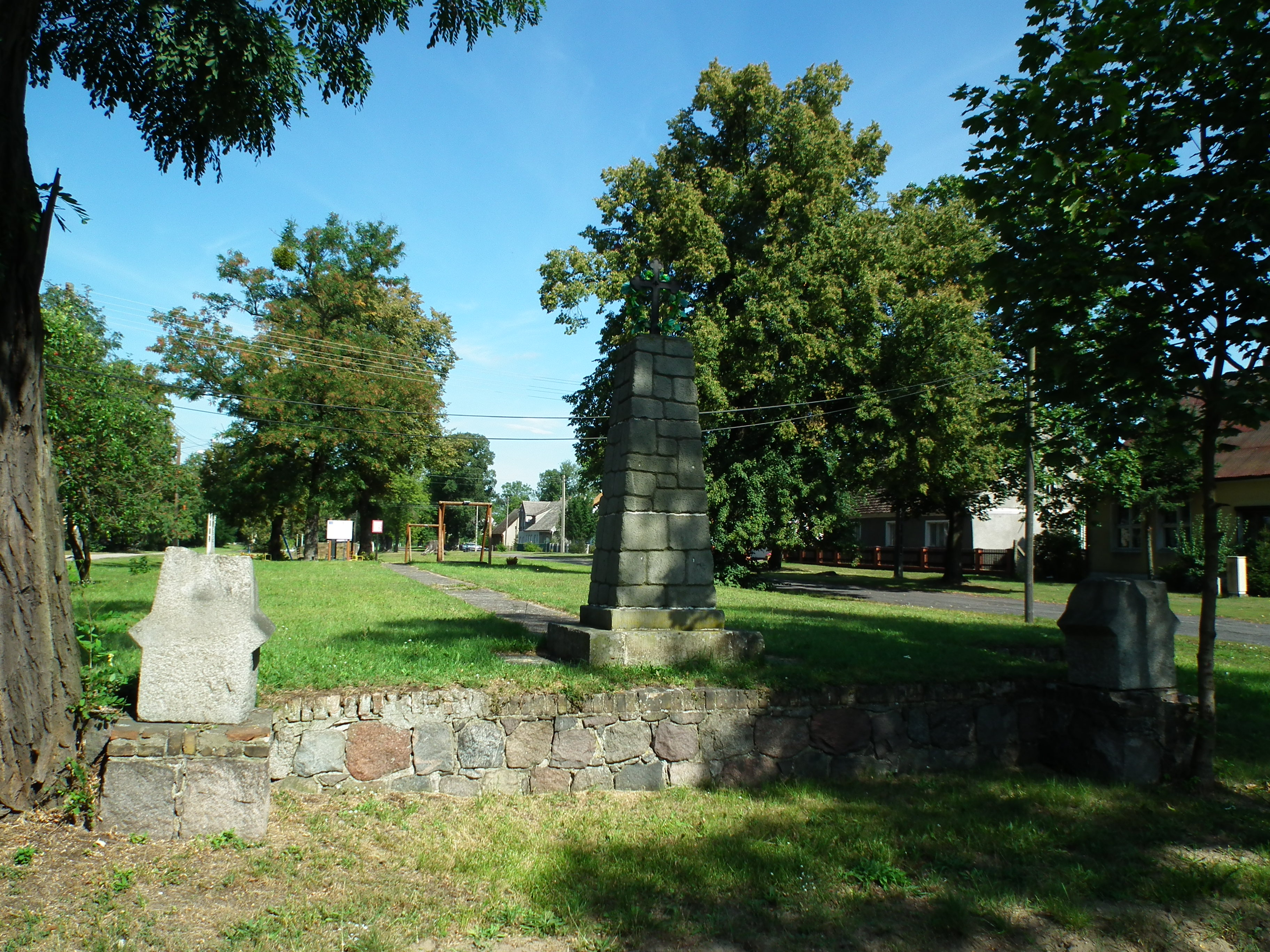
Fundamenty starego kościoła
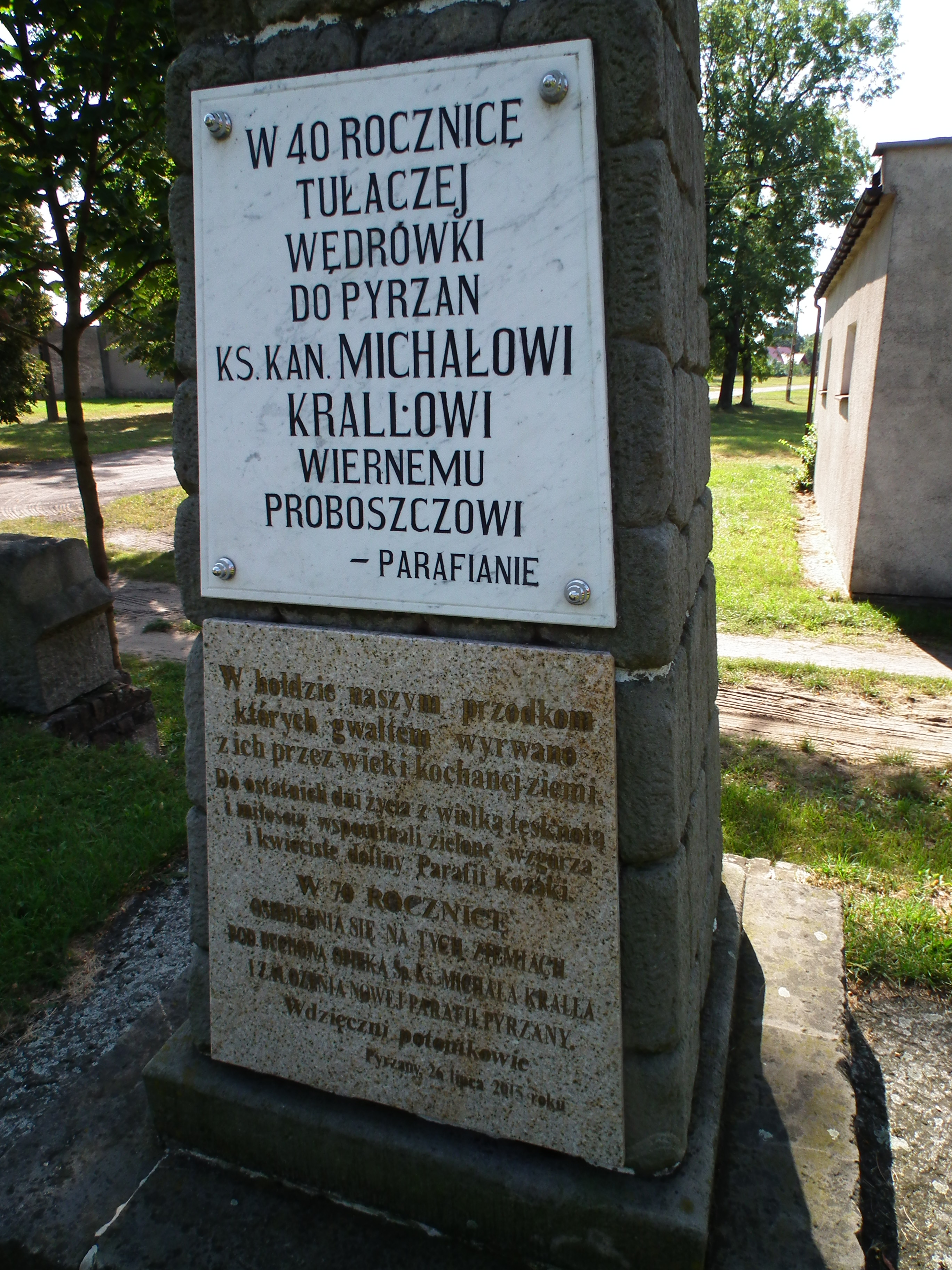
Tablica ks. Kralla
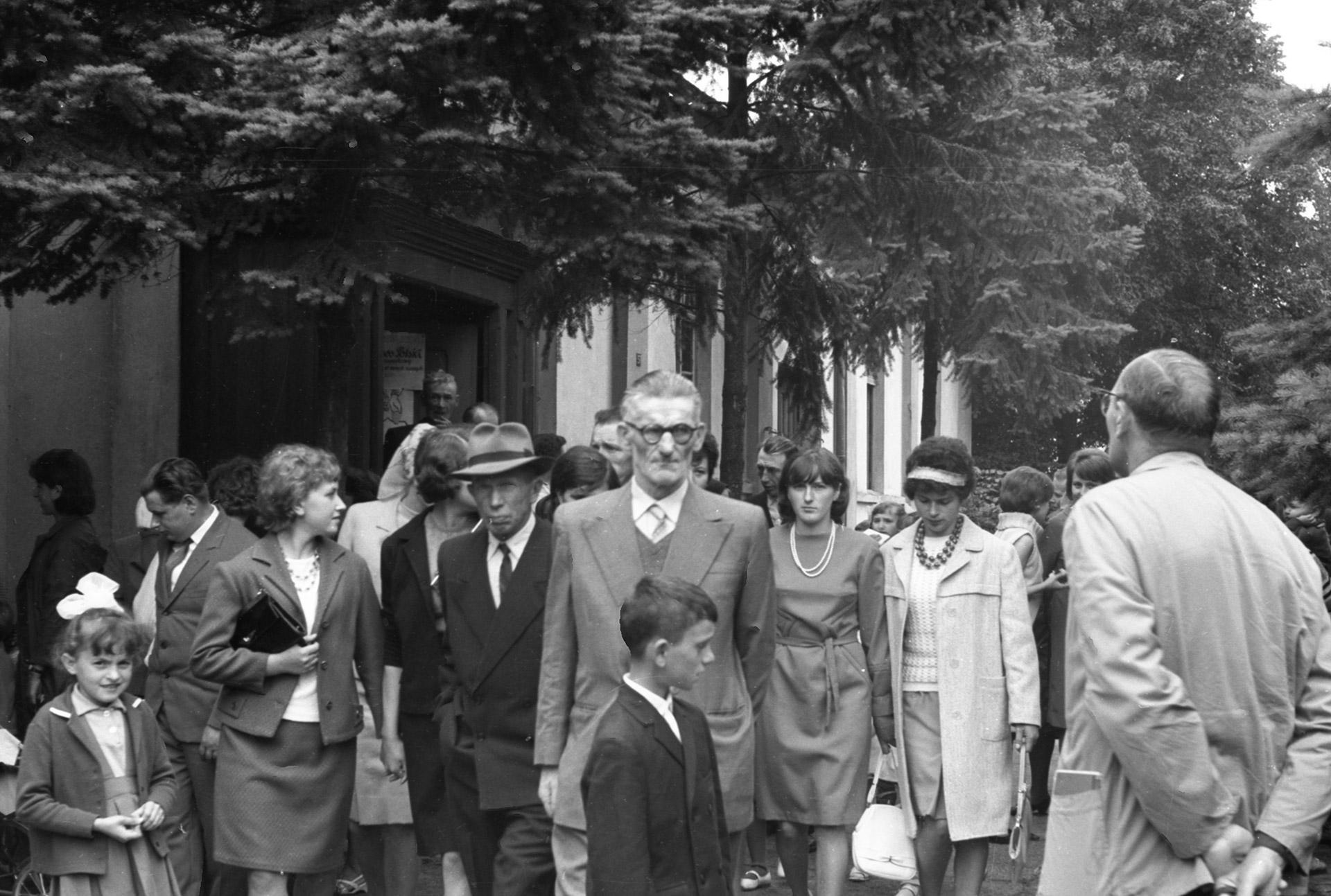
Mieszkańcy wsi przed kościołem w 1967